# Zaireichthys kunenensis
Zaireichthys kunenensis és una espècie de peix pertanyent a la família dels amfílids i a l'ordre dels siluriformes.

## Etimologia
Zaireichthys prové del riu Zaire (el nom com era conegut abans el riu Congo) i del mot grec ichtys (peix), mentre que kunenensis fa referència al riu Cunene d'on és pròpia aquesta espècie.

## Descripció
Fa 2,5 cm de llargària màxima. Línia lateral allargada, la qual s'estén fins o més enllà de l'aleta adiposa. Musell arrodonit i sense sobresortir molt més enllà de la boca. Ulls moderats. Boca lleugerament inferior a la meitat de l'amplada del cap. Aleta adiposa clarament separada dels radis de l'aleta caudal i relativament baixa. Aleta caudal lleugerament emarginada, amb el lòbul inferior lleument més allargat que el superior i amb 11-14 radis ramificats (5-7 al superior i 6-7 a l'inferior, normalment amb 6 a cada lòbul). Aleta anal amb 9-13 radis. Aletes pectorals amb 5-7 radis ramificats. Aletes pelvianes gairebé arribant a l'aleta anal. 6-9 radis branquiòstegs. 37-40 vèrtebres. 6-7 parells de costelles (tot i que hi ha espècimens amb les costelles de la setena vèrtebra reduïdes i, en alguns casos, fins i tot, amb una de desapareguda). La coloració, generalment, és similar a la majoria de les altres espècies del gènere: clara amb taques de color marró fosc. En els exemplars preservats, el color de fons és groguenc, el cap del color del marbre i un reguitzell de taques fosques al llarg del dors (les més prominents situades a sota de la base de l'aleta dorsal). Presenta una sèrie de gairebé 11 petites taques fosques al mig dels flancs i una altra d'aproximadament 7 des de la base de les aletes pelvianes fins al peduncle caudal. Aleta dorsal grisenca i amb una taca fosca al final de les espines. Aleta caudal amb una franja ampla fosca basal i una marca en forma de mitja lluna fosca. Aletes pectorals sovint amb un ombrejat distal. Barbetes sensorials sovint grisoses. Es diferencia de Zaireichthys conspicuus per la seua pigmentació (absència de taques cridaneres) i de Zaireichthys maravensis per posseir una aleta adiposa més allargada i un nombre més gran de vèrtebres (37-40 vs. 33-39).

## Hàbitat i distribució geogràfica
És un peix d'aigua dolça, bentopelàgic i de clima tropical, el qual viu a Àfrica: els hàbitats sorrencs del riu Cunene a la frontera entre Angola i Namíbia.

## Observacions
És inofensiu per als humans i el seu índex de vulnerabilitat és baix (10 de 100).